# Cabinet Woidke II
Pour les articles homonymes, voir Cabinet Woidke.
Land de Brandebourg
Woidke I Woidke III
Le cabinet Woidke II (en allemand : Kabinett Woidke II) est le gouvernement du Land de Brandebourg entre le 5 novembre 2014 et le 20 novembre 2019, durant la 6e législature du Landtag.

## Coalition et historique
Dirigé par le ministre-président social-démocrate sortant Dietmar Woidke, ce gouvernement est constitué et soutenu par une « coalition rouge-rouge » entre le Parti social-démocrate d'Allemagne (SPD) et Die Linke. Ensemble, ils disposent de 47 députés sur 88, soit 53,4 % des sièges du Landtag.
Il est formé à la suite des élections législatives régionales du 14 septembre 2014.
Il succède donc au cabinet Woidke I, constitué et soutenu par une majorité identique.
Au cours du scrutin parlementaire, le SPD confirme son statut de premier politique du Land avec un infime recul, tandis que la Linke régresse fortement et passant de la deuxième à la troisième place des forces politiques. Cependant, l'alliance au pouvoir depuis le début de la précédente législature, en 2009, réédite sa majorité absolue au Landtag avec une perte de dix sièges au total.
Plus de sept semaines après la tenue des élections, sociaux-démocrates et gauche radicale reconduisent leur coalition.
Il est remplacé le 20 novembre 2019 par le cabinet Woidke III.

## Composition

### Initiale (5 novembre 2014)
- Les nouveaux ministres sont indiqués en gras, ceux ayant changé d'attributions en italique.

| Portefeuille                                                                           | Titulaire | Titulaire                                                                   | Parti |
| -------------------------------------------------------------------------------------- | --------- | --------------------------------------------------------------------------- | ----- |
| Ministre-président                                                                     |           | Dietmar Woidke                                                              | SPD   |
| Vice-ministre-président Ministre des Finances                                          |           | Christian Görke                                                             | Linke |
| Ministre de l'Intérieur                                                                |           | Karl-Heinz Schröter                                                         | SPD   |
| Ministre de la Justice, des Affaires européennes et de la Protection des consommateurs |           | Helmuth Markov (jusqu'au 22/04/2016) Stefan Ludwig (à partir du 28/04/2016) | Linke |
| Ministre de l'Économie et de l'Énergie                                                 |           | Albrecht Gerber                                                             | SPD   |
| Ministre du Travail, des Affaires sociales, de la Santé, des Femmes et de la Famille   |           | Diana Golze                                                                 | Linke |
| Ministre du Développement régional, de l'Environnement et de l'Agriculture             |           | Jörg Vogelsänger                                                            | SPD   |
| Ministre de l'Éducation, de la Jeunesse et des Sports                                  |           | Günter Baaske (jusqu'au 28/09/2017) Britta Ernst                            | SPD   |
| Ministre de la Science, de la Recherche et de la Culture                               |           | Sabine Kunst (jusqu'au 08/03/2016) Martina Münch                            | SPD   |
| Ministre des Infrastructures et de l'Aménagement du territoire                         |           | Kathrin Schneider                                                           | SPD   |